# Bemis Company
Bemis Company, Inc. é um fabricante global de embalagens flexíveis (desde embalagem de cozinhar no saco e embalagem de retorta para, produtos estáveis, até embalagens a vácuo de embalagem para produtos de carne e resistente à perfuração, médicos estéreis de embalagens) e a pressão de materiais sensíveis à pressão. A Bemis está sediada em Neenah, Wisconsin , nos Estados Unidos. Suas divisões são localizadas em 12 países e seus filmes para embalagens de produtos e materiais adesivos são distribuídos em todo o mundo.

## História
A Bemis Inc. foi fundada por Judson Moss Bemis em 1858, em St. Louis, Missouri, como um fabricante de impressos sacos de algodão estampado para produtos alimentícios. Sua primeira localização foi no segundo andar de uma oficina mecânica, que fornecia vapor para operar as impressoras e pessoal de manutenção prontamente disponível para reparos de máquinas.
Duas inovações-chave da Bemis A empresa da Bemis, originalmente pioneira, era a impressão e a usinagem de bolsas. (Tradicionalmente, os sacos eram estampados e costurados à mão.) O primeiro pedido da Bemis era para 200 sacos de meio-barril. Para aliviar as preocupações de que as malas costuradas à máquina fossem inferiores às tradicionais sacolas costuradas à mão, a Judson Bemis garantiu incondicionalmente todas as malas que sua empresa fabricava.
Em 1867, o irmão de Judson Bemis, Stephen A. Bemis, retornou da corrida do ouro e se juntou a Judson no negócio de fabricação de bolsas, a  Bemis Bro.  A Bag Co. abriu sua segunda unidade em 1880, em Minneapolis, seguida por uma terceira em Omaha, Nebraska, em 1888. Essas fábricas foram seguidas por outras em Nova Orleans, Superior (WI), São Francisco, Indianápolis, Memphis, Kansas City, Seattle. e Winnipeg. No início dos anos 1900,a Bemis abriu sua primeira fábrica de sacos de papel.
Em 25 De Julho De 2003, A Bemis Company, Inc. e a UPM-Kymmene (NYSE:UPM) concordaram em rescindir seu contrato para vender o negócio de materiais  sensíveis à pressão da Bemis à UPM-Kymmene . Em 15 de abril de 2003, o Departamento de Justiça foi concedida uma liminar para bloquear a transação.
Em 2011, a empresa teve vendas líquidas de us $5,3 bilhões, operando 78 instalações em 12 países. Mais de dois terços das embalagens da Bemis são usadas na indústria de alimentos, com o equilíbrio usado em mercados como médico, farmacêutico, químico e agronegócio. Os produtos sensíveis à pressão da Bemis são utilizados em indústrias que incluem artes gráficas, imagens digitais, engenharia de montagem, comunicações e medicina. A empresa Bemis anunciou uma parceria estratégica com a empresa de eletrônica impressa norueguesa Thin Film Electronics ASA para trazer produtos eletrônicos impressos para as linhas de embalagem existentes da Bemis..  Em 2013, a empresa adquiriu uma plataforma cinematográfica baseada na China Em 2014, a Bemis vendeu sua Divisão de Embalagem de Papel para a Hood Packaging Corporation.

## Bemis no Brasil
A Bemis aportou na Dixie Toga em 1998, por meio de uma joint venture para o negócio de embalagens flexíveis – que ficaria conhecida, a partir de então, como Itap Bemis. Em 2005, adquiriu o controle acionário da empresa brasileira por cerca de 250 milhões de dólares. Seis anos depois, investiu mais 90 milhões de dólares para adquirir 15% adicionais de participação, fazendo sua fatia na empresa saltar de 86% para 99%.